# 擺

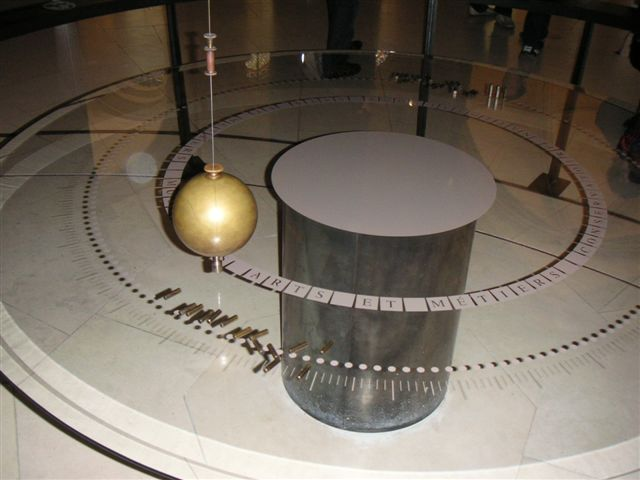
傅科擺

鐘擺原理

擺是一種實驗儀器，可用來展現種種力學現象。最基本的擺由一條繩或竿，和一個錘組成。錘繫在繩的下方，繩的另一端固定。當推動擺時，錘來回移動。擺可以作一個計時器。

## 類型

### 簡諧運動
若最高處（ {\displaystyle v=0} ）的繩子和最低處（速度最大值）的繩子的角度為 {\displaystyle \theta }，符合：

- {\displaystyle \theta \leq 5^{\circ }}

則可使用下列公式算出它的振動週期。

#### 週期公式
- {\displaystyle T=2\pi {\sqrt {\frac {L}{g}}}}（ {\displaystyle L} 為擺長； {\displaystyle g} 為當地重力加速度）

一擺長為 {\displaystyle 1} 公尺的單擺，於地表處作小角度擺動可近似為簡諧運動，週期 {\displaystyle T\approx 2.0s}，這種單擺稱之為秒擺。

#### 公式證明
一單擺擺錘正在擺盪最高處(此時 {\displaystyle v=0} )，繩和鉛直線有夾角 {\displaystyle \theta }，繩長為 {\displaystyle L}，相對於平衡點的位移為 {\displaystyle x}
此物體受下列力的影響（下列說明錯誤，繩子的張力是因為擺錘重力引起，任何一瞬間擺錘法向（徑向）合力為零，但切線加速度為 {\displaystyle -g\sin \theta } ）
- 繩子之拉力大小 {\displaystyle F}
- 重力大小 {\displaystyle F_{g}=mg}

繩子的拉力 {\displaystyle F} 有分力
- {\displaystyle F\cos \theta =mg}
- {\displaystyle F\sin \theta =kx}

{\displaystyle \because {\underset {\theta \to 0}{\mathop {\lim } }}\,\cos \theta =1}

{\displaystyle \therefore F\approx m_{G}g}

{\displaystyle F\sin {\theta }=m_{G}g\left({\frac {x}{L}}\right)=kx}

解得 {\displaystyle k={\frac {m_{G}g}{L}}}
代入 {\displaystyle T=2\pi {\sqrt {\frac {m_{I}}{k}}}}
得到 {\displaystyle T=2\pi {\sqrt {\frac {m_{I}L}{m_{G}g}}}}
根據廣義相對論可知，{\displaystyle m_{I}=m_{G}\,}
故  {\displaystyle T=2\pi {\sqrt {\frac {L}{g}}}}

### 單擺

sin θ 取為θ的誤差。

取 {\displaystyle L} 為繩的長度， {\displaystyle \theta } 為繩和垂直平面的線的交角，{\displaystyle \theta _{0}} 為 {\displaystyle \theta } 的最大值，{\displaystyle m} 為錘的質量，{\displaystyle {\ddot {\theta }}} 表示角度加速度 {\displaystyle \alpha ={\frac {{\rm {d}}^{2}\theta }{{\rm {d}}t^{2}}}} 。
忽略空氣阻力以及繩的彈性、重量的影響：
- 錘速率最高是在 {\displaystyle \theta =0} 時。當錘升到最高點，其速率為 0。繩的張力沒有對錘做功，整個過程中動能和位能的和不變，機械能守恆。
- 運動方程為：

{\displaystyle mL{\ddot {\theta }}=-m{\rm {g}}\sin \theta }
注意到不論θ的值為何，運動週期和錘的質量無關。
當 {\displaystyle \theta } 相當小的時候，{\displaystyle \sin \theta \approx \theta }，因此可得到一條二階齊次常係數微分方程。此為一簡諧運動，週期 {\displaystyle T=2\pi {\sqrt {\frac {L}{g}}}}。
準確的運動週期不可以用基礎函數求得。考慮微分方程：   
{\displaystyle {{\rm {d}}t \over {\rm {d}}\theta }={1 \over {\sqrt {2}}}{\sqrt {L \over {\rm {g}}}}{1 \over {\sqrt {\cos \theta -\cos \theta _{0}}}}}
{\displaystyle T=\theta _{0}\rightarrow 0\rightarrow -\theta _{0}\rightarrow 0\rightarrow \theta _{0}=4\left(\theta _{0}\rightarrow 0\right)}
{\displaystyle T=4{1 \over {\sqrt {2}}}{\sqrt {L \over {\rm {g}}}}\int _{0}^{\theta _{0}}{1 \over {\sqrt {\cos \theta -\cos \theta _{0}}}}\,{\rm {d}}\theta }
將上式重寫成第一類橢圓函數的形式：
{\displaystyle T=4{\sqrt {L \over {\rm {g}}}}F\left({\sin {\theta _{0} \over 2}},{\pi  \over 2}\right)}
其中{\displaystyle F(k,\phi )=\int _{0}^{\phi }{1 \over {\sqrt {1-k^{2}\sin ^{2}{\theta }}}}\,{\rm {d}}\theta .}
週期可以用級數表示成：
{\displaystyle T=2\pi {\sqrt {L \over {\mathrm {g} }}}\left[1+\left({\frac {1}{2}}\right)^{2}\sin ^{2}{\frac {\theta _{0}}{2}}+\left({\frac {1\cdot 3}{2\cdot 4}}\right)^{2}\sin ^{4}{\frac {\theta _{0}}{2}}+\left({\frac {1\cdot 3\cdot 5}{2\cdot 4\cdot 6}}\right)^{2}\sin ^{6}{\frac {\theta _{0}}{2}}+\cdots \right]}
{\displaystyle =2\pi {\sqrt {\frac {L}{g}}}\left(1+{\frac {1}{16}}\theta _{0}^{2}+{\frac {11}{3072}}\theta _{0}^{4}+\cdots \right)=2\pi {\sqrt {\frac {L}{g}}}\left[\sum _{n=0}^{\infty }\left({\frac {\left(2n\right)!}{2^{2n}\left(n!\right)^{2}}}\right)^{2}\sin ^{2n}\left({\frac {\theta _{0}}{2}}\right)\right]}

### 衝擊擺
衝擊擺是來用計算子弹速度的實驗室儀器。它的原理為：物件碰撞前後動量守恒，擺運動時能量守恒。
衝擊擺和普通擺相似，特別之處它的錘會和射入子弹產生完全非彈性碰撞，即碰撞後兩者會合為一。
將子弹射向停止的錘，使錘和子弹合在一起擺動。設錘質量為{\displaystyle m_{p}\,}，子弹質量和初速度分別為{\displaystyle m_{b}\,}和v，錘和子弹碰撞後的速度為u。
以下是子弹速度的計算方法：
由動量守恒定律，
{\displaystyle m_{b}\times v+m_{p}\times 0=(m_{b}+m_{p})\times u}
由能量守恒定律，
{\displaystyle {\frac {1}{2}}(m_{b}+m_{p})u^{2}=(m_{b}+m_{p})gh}
解得 {\displaystyle v={\frac {(m_{b}+m_{p}){\sqrt {2gh}}}{m_{b}}}}。

### 倒單擺
倒單擺有許多不同的架構，常見的有二種。
最簡單的是無質量的直桿一端接在固定的樞紐上，另一端連結重量，此架構類似一般單擺，但因為重量在樞紐點上方，直桿在重量下方，需支持重物不落下，因此會將單擺的線改為有剛性的直桿。
另外一種是將倒單擺放在可以一維水平運動的台車上，透過台車的水平運動來控制擺的位置。
倒單擺在擺直立朝上時可以平衡，不過是不穩定平衡，需要透過控制系統才能維持平衡。

### 圆錐擺
錐擺的路徑是平面上圓。擺運動時，繩的路徑為一個圓錐面。這是圓周運動。

### 複擺（物理擺/compound pendulum)
當質量不集中或不規則的物體以轉軸吊起擺動時，此擺稱作複擺（物理擺）。由於有質量分佈的緣故，週期跟剛性物體重心對轉軸的轉動慣量（I）有關。根據平行軸定理及可以求出小角度複擺週期為 {\displaystyle T=2\pi {\sqrt {\frac {I}{mgd}}}}

### 雙擺(complex pendulum/double pendulum)

雙擺系統的一例

雙擺系統是混沌的。

### 磁性擺
和雙擺一樣，磁性擺系統是混沌的。

## 應用

### 傅科擺
傅科擺的移動可作為地球自轉的證據。

### 鐘擺
擺鐘。
為了減少溫度變化的影響，有不同的設計：
- 柵形補償擺（Gridiron Pendulum）：以不同金屬（鋼和銅）配搭，保持擺的長度不變[1]
- Graham's pendulum：有一個水銀管柱，保持擺的重心不變
- 以木製擺[2]
- Ellicott compensated pendulum：用多個擺的結構配合